# Rhabdotis albinigra
Rhabdotis albinigra är en skalbaggsart som beskrevs av Hermann Burmeister 1847. Rhabdotis albinigra ingår i släktet Rhabdotis och familjen Cetoniidae. Inga underarter finns listade i Catalogue of Life.